# Juan Delval
Juan Delval Merino (Cazalla de la Sierra, 7 de noviembre de 1941) es un filósofo español que trabaja en el área de la Psicología del Desarrollo y de la Educación. Ha sido profesor en la Universidad de Madrid (posteriormente Universidad Complutense de Madrid) y catedrático de Psicología Evolutiva y Educación en la Universidad Autónoma de Madrid (UAM). En 2006 pasó a formar parte de la Universidad Nacional de Educación a Distancia (UNED), donde se jubiló en noviembre de 2011. Actualmente mantiene una intensa actividad académica como conferenciante sobre educación y ciudadanía en España y varios países de Latinoamérica.

## Biografía
Juan Delval nació en Cazalla de la Sierra (Sevilla, España) el 7 de noviembre de 1941. Estudió el bachillerato en el Instituto Cervantes de Madrid. Comenzó sus estudios universitarios en la Facultad de Ciencias de la Universidad Madrid. Durante esos años practicó el atletismo y fue campeón de España juvenil de campo a través en 1959 y 1961, y campeón de España universitario, así como subcampeón europeo universitario en 1960.
Continuó sus estudios en la Facultad de Filosofía y Letras donde se licenció en la especialidad de Filosofía. Presentó su tesis de licenciatura sobre "Los aspectos sociológicos de la epistemología genética de Jean Piaget” bajo la dirección del profesor José Luis López Aranguren.
Entre 1965 y 1967, estudió, en el “Institut des Sciences de l’Education” (antiguo “Institut Rousseau”) de la Universidad de Ginebra, con una beca de la Confederación Suiza. Allí siguió las enseñanzas de Jean Piaget y Bärbel Inhelder, participando en diversas investigaciones sobre la memoria y la causalidad.

## Carrera académica
En 1967 entró como profesor en la Universidad de Madrid (posteriormente Universidad Complutense de Madrid), y en 1968 en la recién creada Universidad Autónoma de Madrid (UAM). Desde 1980 es catedrático de Psicología Evolutiva y de la Educación en la Universidad Autónoma de Madrid. En 2006 pasó a la Universidad Nacional de Educación a Distancia (UNED), donde se jubiló en noviembre de 2011, siendo homenajeado por colegas y discípulos en un congreso titulado "Construyendo mentes: homenaje a Juan Delval", que tuvo lugar en la Facultad de Psicología de la Universidad Nacional de Educación a Distancia entre 16 y 17 de marzo de 2012.
En 1973 se doctoró en la Universidad Complutense con una tesis sobre "El animismo infantil. Nuevas investigaciones precedidas de un examen crítico de la bibliografía”.
Ha sido Director del Instituto de Ciencias de la Educación de la Universidad Autónoma de Madrid, del Centro Nacional de Investigación y Documentación Educativa (CIDE, España) y del Servicio de Publicaciones del Ministerio de Educación y Ciencia de España, y asesor del Ministro de Educación para temas de investigación, innovación educativa y formación de profesores. Ha impartido cursos y conferencias en la mayor parte de los países del ámbito iberoamericano, que visita frecuentemente.
Sus investigaciones principales versan sobre el desarrollo del pensamiento infantil, especialmente en lo relativo a la lógica y a la formación del pensamiento científico. Ha estudiado, en particular, con un grupo de colaboradores, el proceso de construcción del conocimiento sobre la sociedad, sosteniendo que los niños y adolescentes no se limitan a reproducir las ideas adultas, sino que forman concepciones propias, que están determinadas por su nivel de desarrollo intelectual. Así sucede con las nociones económicas, políticas, sobre las clases sociales, el mundo del trabajo o la religión, que progresan a lo largo de niveles bien determinados, que ha tratado de describir.
Se ha ocupado especialmente de la aplicación de los estudios sobre el desarrollo infantil al campo del aprendizaje escolar, sobre problemas educativos y la reforma de la escuela.
Ha realizado estancias de estudio e investigación en otras universidades, entre ellas en la Universidad de California, en Berkeley (1974–75; 1980, 1997–1998), Universidad de Brighton (1974), Massachusetts Institute of Technology y Universidad de Harvard (1984–85), así como en universidades de México, Perú y Brasil.
Ha sido director científico y guionista de la serie de once capítulos de televisión "La Aventura de Crecer", para la Primera cadena de Televisión Española (emitida en 1991 y 1994) y ha colaborado numerosas veces en el diario El País de Madrid.

## Publicaciones
Ha publicado unos 200 artículos sobre temas de su especialidad y 25 libros, entre los que se encuentran:
- El animismo y el pensamiento infantil. Madrid: Editorial Siglo XXI, 1975, 336 págs. [ISBN 84–323–0174–4].
- La inteligencia: su crecimiento y medida. Madrid: Salvat (Col. Temas Clave, n° 63), 1982. [ISBN 84–345–7865–4].
- Crecer y pensar. La construcción del conocimiento en la escuela. Barcelona: Editorial Laia. Colección Cuadernos de Pedagogía, n°. 11, 1983, 384 págs.
- La escuela, el niño y el desarrollo intelectual. Madrid: Servicio de Publicaciones del MEC, 1985 (Col. "El niño y el conocimiento", n° 1), 37 págs. [ISBN 84–369–1179–2].
- El mecanismo y las etapas del desarrollo. Madrid: Servicio de Publicaciones del MEC, 1985 (Col. "El niño y el conocimiento, n° 2), 75 págs. [ISBN 84-369-1180-6].
- La psicología en la escuela. Madrid: Visor–Aprendizaje, 1986, 176 págs. [ISBN 84–7522–628–0].
- Niños y máquinas: Los ordenadores y la educación. Madrid: Alianza Editorial, (El Libro de Bolsillo, n° 1195), 1986, 318 págs. [ISBN 84-206-0195-0].
- Los fines de la educación. Madrid/México: Siglo XXI, 1990, X+109 págs. 20 ed., Madrid, 1993, 3.ª0 ed. 1996. 7.ª0 ed. mexicana 1999. [ISBN Madrid: 84–323–0705–X, México: 968–23–1692–8].
- Aprender a aprender. I. El desarrollo de la capacidad de pensar. Madrid: Alhambra Longman, 1991, 90 págs. Reimpresiones junio y diciembre de 1991. 3.ª0 y 4.ª0 reimpresión 1992. 5.ª, 1994. [ISBN 84-205-2037-3].
- Aprender a aprender. II. La construcción de explicaciones. Madrid: Alhambra Longman, 1991, 120 págs.
- El desarrollo humano. Madrid/México: Siglo XXI, XVIII+626 págs. Reimpresión con correcciones, febrero de 1995. 3.ª ed. con correcciones 1996, 4.ª ed, 1999. 10.ª0 ed. mexicana 2000. [ISBN Madrid: 84-323-0827-7, México: 968-23-1990-0].
- Moral, desarrollo y educación. Madrid: Anaya–Alauda, 1994, 195 págs. Reimpresión: 1994. 4.ª edición, 2000. [ISBN 84–207–6149–4].
- La comprensión de la organización social en niños y adolescentes. Madrid: Ministerio de Educación y Ciencia, 194 págs. ISBN 84–369–2630–7.
- Aprender en la vida y en la escuela. Madrid: Ediciones Morata, 2000, 125 págs. (Colección "Razones y propuestas educativas”). 2.ª ed. 2001. [ISBN 84-7112-446-7].
- Aprender na vida e aprender na escola. Versión ampliada y modificada de Aprender en la vida y en la escuela. Trad. portuguesa de Jusara Rodrigues, 118 Págs. Porto Alegre: ARTMED. [ISBN 85-7307-771-9].
- Descubrir el pensamiento de los niños. Introducción a la práctica del método clínico. Barcelona: Paidós, 2001, 279 págs. [ISBN 84-493-1163-2].
- La escuela posible. Cómo hacer una reforma de la educación. Barcelona: Ariel. [ISBN 84-344-4263-9].
- Hacia una escuela ciudadana. Madrid: Morata, 2006. [ISBN 84–7112–514-5].
- Manifesto por uma escola ciudadã. Campinas: Papirus, 2006. [ISBN 85–308–0817-7].
- A escola posible: Democracia, participaçao e autonomia. Campinas: Mercado das Letras, 2008. [ISBN 978-85-7591-082-5].
- Los niños y Dios. Las ideas infantiles sobre la divinidad, los orígenes y la muerte. México/Madrid: Siglo XXI, 2008 (con Irene Murià). [ISBN 978-968–23–2756-8].
- Psicología del desarrollo II (2011). Editorial UNED [ISBN 978-84-362-6251-3].
- El mono inmaduro: El desarrollo psicológico humano. Madrid: La Catarata. [ISBN 978-84-8319-614-4]. Edición mexicana: México: Siglo XXI, 2011. 131 páginas. [ISBN 978-607-03-0339-5].
- Descubrir el pensamiento de los niños. Introducción a la práctica del método clínico. Nueva edición revisada. México: Siglo XXI, 2012. 323 páginas [ISBN 978-607-03-0435-4].
- El descubrimiento del mundo económico por niños y adolescentes. Madrid: Morata. 183 páginas. [ISBN 978-84-7112-720-4 papel; 978-84-7112-734-1 ebook]. México: Colofón, 2013 [ISBN 978-968-867-942-5].[6]
- La educación democrática para el siglo XXI. México: Siglo XXI, 2013 (con Paz Lomelí). 164 páginas [ISBN 978-607-03-0488-0].[7]
- El aprendizaje y la enseñanza de las ciencias experimentales y sociales. México: Siglo XXI, 2013.  257 páginas [ISBN 978-607-03-0499-6].
- O desenvolvimento psicológico humano. Petrópolis, Río de Janeiro, Brasil: Vozes, 2013. 142 páginas [ISBN 978-85-326-4666-8].